# Tour della selezione di rugby a 15 di Oxford e Cambridge 1965
 Tour della selezione di rugby a 15 di Oxford e Cambridge 1965 fu una serie di incontri di rugby svoltesi in Argentina, in particolare a Buenos Aires nel 1965.
Una selezione mista delle università di Oxford e Cambridge si reca in Argentina per uno storico tour. È un ritorno dopo la visita del 1948.

## Il team
| Nome              | Partite | Mete | Trasf | drop | c.p. | Mark | Punti |
| ----------------- | ------- | ---- | ----- | ---- | ---- | ---- | ----- |
| Houston K         | 9       | 5    |       |      |      |      | 15    |
| Thorburn, C.      | 9       | 1    |       |      |      |      | 3     |
| Hadman, W.        | 8       | 1    |       |      |      |      | 3     |
| James, J.         | 8       | 2    |       |      |      |      | 6     |
| Jones, I          | 8       |      |       |      |      |      |       |
| Britton, R.       | 7       |      |       |      |      |      |       |
| Craig, F.         | 7       |      |       |      |      |      |       |
| Franckom, G.      | 7       | 8    |       |      |      |      | 24    |
| Lamb, R.          | 7       |      | 1     |      |      |      | 2     |
| Rosser, D         | 7       | 2    |       |      |      |      | 6     |
| Webb, K.          | 7       |      |       |      |      |      |       |
| Fleming, R.       | 6       | 2    |       |      |      |      | 6     |
| Harvey, J.        | 6       |      |       |      | 1    |      | 3     |
| Rees, B.          | 6       |      |       |      |      |      |       |
| Wilson, S.        | 6       |      | 6     |      | 7    |      | 43    |
| Dorman, J.        | 5       |      |       |      |      |      |       |
| Gibson, C.        | 5       | 3    |       | 2    | 1    |      | 18    |
| Hamp-Ferguson, A. | 5       |      |       |      |      |      |       |
| Lloyd, E.         | 5       | 1    |       |      |      |      | 3     |
| Rudd, E.          | 5       | 2    |       |      |      |      | 6     |
| Slater, K         | 5       | 3    |       |      |      |      | 9     |
| Coley, M.         | 4       | 1    |       |      |      |      | 3     |
| Gould, E.         | 3       |      |       |      |      |      |       |
| Hearn, R          | 3       |      |       |      |      |      |       |
| Herbert, A.       | 2       |      |       |      |      |      |       |

## Risultati
| Arbitro: | Federico Pfister |

|                                 |           |                                                                         |
| c.p.: Salinas 3 Drop: Cafferata | Marcatori | mete: Houston 2, James Frankcom, Rosser trasf.: Wilson 4 c.p.: Wilson 3 |

| Arbitro: | Emilio Aiccardi |

|               |           |                                                                       |
| mete: Sorzana | Marcatori | mete: de Gibson 2, Hadman Coley, Rudd trasf.: Wilson 2 c.p.: Wilson 2 |

| Arbitro: | Ricardo Colombo |

|              |           |                                                              |
| c.p.: Rosati | Marcatori | mete: Rudd, Flemming Houston, Frankcom Thorburn c.p.: Gibson |

| Arbitro: | Sergio Lozada |

|           |           |                                                                |
| c.p.: Paz | Marcatori | mete: Slater 2 Frankcom 2, Lloyd Fleming, Houston trasf.: Lamb |

| Arbitro: | Francisco Lamastra |

|                |           |  |
| c.p.: Cazenave | Marcatori |  |

| Arbitro: | Federico Pfister |

|                                                             |           |                                 |
| mete: Rosser Frankcom, Slater trasf.: Wilson 3 c.p.: Wilson | Marcatori | mete: Quetglas trasf.: Caballeo |

| Arbitro: | César de Elizalde |

| |            | |
| mete: Scharenberg Rodríguez Jurado trasf.: Poggi 2 c.p.: Poggi 3 | Marcatori  | mete: Frankcom, Gibson Houston, James trasf.: Wilson 2 c.p.: Wilson |
| 15 Eduardo Poggi 14 Eduardo Espana, 11 Roberto Cazenave 13 Marcelo Pascual, 12 Arturo Rodriguez Jurado 10 Manuel Beccar Varela, 9 Luis Gradin 8 Eduardo Scharemberg, 7 Hector Silva, 6 Raul Loyola 5 Aitor Otano (c), 4 Luis Garcia Yanez 3 Ronnie Foster, 2 Nicanor Gonzalez del Solar, 1 Willie McCormick | Formazioni | 15 Stewart Wilson 14 Ted Rudd, 11 Kenneth Houston 13 David Rosser, 12 Geoffrey Frankcom 10 Mike Gibson, 9 A.J.C. Hamp-Ferguson 8 John James, 7 William Hadman, 6 Charles Thorburn 5 Ian Jones, 4 Frederick Craig 3 G.K.M. Webb, 2 Brian Rees, 1 Richard Britton |

| Arbitro: | Federico Pfister |

|                                             |           |  |
| mete: ??? Gómez Aparicio trasf.: Rosati (2) | Marcatori |  |

| Arbitro: | Eduardo Niño |

| |            | |
| c.p.: Poggi | Marcatori  | mete: Frankcom Drop: Gibson 2 |
| 15 Eduardo Poggi 14 Eduardo Espana11 Enrico Neri 13 Marcelo Pascual, 12 Arturo Rodriguez Juradoa 10 Manuel Beccar Varela, 9 Luis Gradin 8 Eduardo Scharemberg, 7 Luis Garcia Yanez, 6 Raul Loyola 5 Aitor Otano (c), 4 Adrian Anthony 3 Ronnie Foster, 2 Nicanor Gonzalez delSolar, 1 Willie McCormick | Formazioni | 15 Stewart Wilson 14 Ted Rudd, 11 Kenneth Houston 13 Stewart Fleming, 12 Geoffrey Frankcom10 Mike Gibson, 9 A.J.C. Hamp-Ferguson 8 John James, 7 William Hadman, 6 Charles Thorburn 5 Ian Jones, 4 Frederick Craig 3 G.K.M. Webb, 2 Brian Rees, 1 Richard Britton |

| Arbitro: | Eduardo Niño |

|                          |           |                             |
| mete: Garat c.p.: Judice | Marcatori | mete: Frankcom c.p.: Harvey |

| San Paolo (Brasile) 28 settembre 1965 | Brasile | 5 – 49 | Oxford e Cambridge |  |